# Metehan Güçlü
Metehan Güçlü (Montfermeil, 2 april 1999) is een Frans-Turkse voetballer die doorgaans als aanvaller speelt. Hij stroomde in 2019 door vanuit de jeugd van Paris Saint-Germain.

## Clubcarrière

### Paris Saint-Germain
Güçlü verruilde in 2012 AS Bondy voor Paris Saint-Germain. Op 17 april 2019 debuteerde hij in de Ligue 1 tegen FC Nantes. Hij viel na 74 minuten in voor Layvin Kurzawa en maakte in minuut 89 de 3-2, wat ook de eindstand werd in het voordeel van Nantes. Hij stond op dat moment op het veld met wereldberoemde voetballers als Gianluigi Buffon, Dani Alves, Presnel Kimpembe, Julian Draxler en Leandro Paredes, en opkomende talenten Moussa Diaby en Christopher Nkunku.

### Stade Rennais
Op 31 augustus 2019 tekende Güçlü een contract bij Stade Rennais.
Op 9 juli 2020, werd hij aan de Ligue 2 club Valenciennes verhuurd voor een jaar.
Op 1 februari 2022 ging hij voor een half jaar op huurbasis naar  FC Emmen.

### FC Emmen
Op 22 juli nam FC Emmen Güçlü transfervrij over van Stade Rennais en tekende hij een contract van een jaar plus een optie van nog een jaar.

## Interlandcarrière
Güçlü speelde reeds voor diverse Turkse nationale jeugdteams. In 2018 debuteerde hij in Turkije –19.